# Gomesa salesopolitana
Gomesa salesopolitana är en orkidéart som först beskrevs av Vitorino Paiva Castro och Guy Robert Chiron, och fick sitt nu gällande namn av Mark W. Chase och Norris Hagan Williams. Gomesa salesopolitana ingår i släktet Gomesa och familjen orkidéer. Inga underarter finns listade i Catalogue of Life.